# Carretera de Nebraska 53
La Carretera de Nebraska 53, y abreviada NE 53 (en inglés: Nebraska Highway 53) es una carretera estatal estadounidense ubicada en el estado de Nebraska. La carretera inicia en el Sur desde la US 136  este de Gilead hacia el Norte en la NE 4  oeste de Daykin. La carretera tiene una longitud de 19,4 km (12.04 mi).

## Mantenimiento
Al igual que las autopistas interestatales, y las rutas federales y el resto de carreteras estatales, la Carretera de Nebraska 53 es administrada y mantenida por el Departamento de Carreteras de Nebraska por sus siglas en inglés NDOR.